# Llista de llicències de programari lliures
| ×                                                      | Copyleft | Compatible GPL v2 | Compatible GPL v3                                                                               | Llistat per l'OSI  | Perennitat | Persistència de les 4 llibertats | Nivell de permissivitat (coexistència amb codi priviatiu) | Comentaris                                                                                             |
| ------------------------------------------------------ | -------- | ----------------- | ----------------------------------------------------------------------------------------------- | ------------------ | ---------- | -------------------------------- | --------------------------------------------------------- | --- |
| GPL v2                                                 | Sí (++)  | -                 | No (però la majoria del programari GPLv2 autoritza l'ús de versions posteriors de la llicència) | Sí                 | Sí         | **                               | No                                                        | |
| GPL v3                                                 | Sí (++)  | No                | -                                                                                               | Sí                 | Sí         | **                               | No                                                        | |
| LGPL v2                                                | Sí(+)    | Sí                | -                                                                                               | Sí                 | Sí         | *                                | *                                                         | |
| LGPL v3                                                | Sí (+)   | No                | Sí                                                                                              | Sí                 | Sí         | *                                | *                                                         | |
| MPL                                                    | Sí (+)   | No                | No                                                                                              | Sí                 | Sí         | *                                | *                                                         | MPL 1.1 (section 13) permet collicenciar, per exemple amb GPL                                          |
| Llicència BSD                                          | No       | Sí                | Sí                                                                                              | Sí                 | No         | No                               | **                                                        | |
| Llicència Apache 2.0                                   | No       | No                | Sí                                                                                              | Sí                 | No         | No                               | **                                                        | |
| CeCILL v2                                              | Sí (++)  | Sí                | Sí                                                                                              | No                 | Sí         | **                               | No                                                        | |
| Cryptix General License                                | No       | Sí                | Sí                                                                                              | No                 | No         | No                               | **                                                        | |
| Llicència MIT                                          | No       | Sí                | Sí                                                                                              | Sí (llicència MIT) | No         | No                               | **                                                        | |
| Llicència FreeBSD                                      | No       | Sí                | Sí                                                                                              | No                 | Sí         | *                                | *                                                         | |
| Intel Open Source License                              | No       | Sí                | Sí                                                                                              | Sí                 | Sí         | No                               | No                                                        | |
| Microsoft Public Licence                               | No       | No                | Sí                                                                                              | Sí                 | Sí         | No                               | **                                                        | ~ Apache                                                                                               |
| Llicència X11                                          | No       | Sí                | Sí                                                                                              | Sí (llicència MIT) | No         | No                               | **                                                        | |
| The zlib/libpng License                                | No       | No                | No                                                                                              | No                 | No         | No                               | **                                                        | |
| GNU Affero General Public License v3                   | Sí (++)  | No                | Sí                                                                                              | Sí                 | Sí         | **                               | No                                                        | |
| Academic Free License 3.0                              | No       | No                | No                                                                                              | Sí                 | No         | No                               | **                                                        | Clàusula ~Llicència de codi obert                                                                      |
| Apple Public Source License 2.0                        | Sí (+)   | No                | No                                                                                              | Sí                 | Sí         | *                                | *                                                         | |
| Common Development and Distribution License            | Sí       | No                | No                                                                                              | Sí                 | Sí         | *                                | *                                                         | Extensió de copyleft ~ MPL                                                                             |
| CPL                                                    | No       | No                | No                                                                                              | Sí                 | Sí         | *                                | *                                                         | |
| Condor PL                                              | No       | No                | No                                                                                              | No                 | Sí         | *                                | *                                                         | Altres llicències han de complir els mateixos termes de la Condor PL                                   |
| EPL                                                    | No       | No                | No                                                                                              | Sí                 | No         | No                               | No                                                        | |
| IBM PL                                                 | No       | No                | No                                                                                              | Sí                 | No         | No                               | No                                                        | |
| Interbase PL                                           | Sí (+)   | No                | No                                                                                              | No                 | Sí         | *                                | *                                                         | ~ MPL                                                                                                  |
| LaTeX Project PL 1.2, LaTeX Project PL 1.3             | No       | No                | No                                                                                              | No                 | Sí         | *                                | *                                                         | |
| Lucent PL                                              | No       | No                | No                                                                                              | Sí                 | No         | No                               | No                                                        | |
| Microsoft Reciprocal License Ms-RL                     | Sí (+)   | No                | No                                                                                              | Sí                 | Sí         | *                                | *                                                         | |
| Llicència NOKOS                                        | Sí (+)   | No                | No                                                                                              | Sí                 | Sí         | *                                | *                                                         | ~ MPL                                                                                                  |
| PHP License 3.0                                        | No       | No                | No                                                                                              | Sí                 | Sí         | *                                | No                                                        | |
| Python License (CNRI Python License)                   | Sí (+)   | Sí                | Sí                                                                                              | Sí                 | Sí         | *                                | *                                                         | |
| EuPL                                                   | Sí(++)   | Sí                | Sí                                                                                              | No                 | Sí         | **                               | No                                                        | |
| Llicència dual : Berkeley Database License (sleepycat) | Sí (+)   | Sí                | Sí                                                                                              | Sí                 | No         | No                               | * (si es tria una llicència lliure)                       | Doble llicència: si s'integra una versió lliure dins del programari, hi ha l'obligació d'obrir el codi |
| Q Public License                                       | No       | No                | No                                                                                              | Sí                 | Sí         | *                                | *                                                         | Trolltech no recomana la QPL, sinó la GPL                                                              |

Llegenda:
- Persistència de les 4 llibertats: No = no persisteixen | * = persistència de les 4 llibertats per a les modificacions de codi | ** = persistència de les 4 llibertats per a les addicions de codi

- Nivell de permissivitat: No = gens permissiu | * = permissivitat al voltant del codi del programari | ** = permissivitat a nivell del codi mateix

- Copyleft: (++) = copyleft fort | (+) = copyleft feble

## El copyleft
Entre els diferents tipus de llicència de programari lliure, algunes permeten la modificació i redistribució del programari sense cap mena de restricció, permetent als propietaris que el codi derivat no hagi d'estar disponible.
Altres requereixen que tot programari derivat mantingui el mateix estat de programari lliure que l'original. Aquesta característica es coneix amb el concepte de copyleft.
Les llicències amb copyleft exigeixen que un programari derivat conservi el seu estat de programari lliure, notablement per la disponibilitat del codi font de la versió modificada. Això significa que, en un principi, no és possible difondre un programari privatiu incorporant codi amb tal llicència.
Amb aquesta propietat pel que fa a la replicació en els derivats de la llicència original, el programari així llicenciat ha rebut a vegades l'apel·latiu de víric especialment, però no únicament, pels seus detractors.
Es parla de copyleft fort quan la redistribució del programari, modificat o no, com també dels elements associats, no poden fer-se sota una llicència diferent de la inicial.
Es parla de copyleft feble quan la redistribució del programari, modificat o no, es fa sota la llicència inicial, però l'addició de nova funcionalitat i codi pot fer-se sota altres llicències, fins i tot sota llicències privatives.